# Arquidiocese de São Francisco

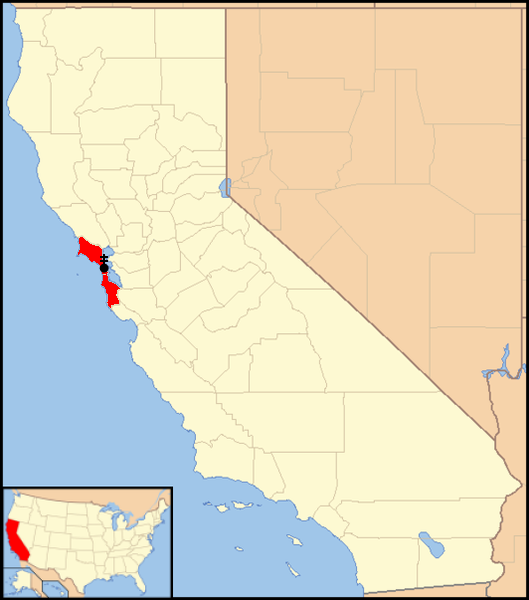
Arquidiocese de São Francisco

A Arquidiocese de São Francisco (em latim: Archidiœcesis Sancti Francisci) é uma circunscrição eclesiástica da Igreja Católica situada em São Francisco, na Califórnia. Foi erigida em 29 de julho de 1853 por Pio IX. Abrange a cidade e o condado de São Francisco e os condados de Marin e San Mateo e sua sé episcopal é Catedral de Nossa Senhora da Assunção.
Desde 2012 a arquidiocese é governada por Salvatore Joseph Cordileone que foi empossado em 4 de outubro, dia de São Francisco de Assis, padroeiro da arquidiocese. 
Possui 90 paróquias assistidas por 417 párocos e cerca de 24% da sua população jurisdicionada é batizada.

## História
Arquidiocese de São Francisco foi erigida em 29 de julho de 1853 pelo Papa Pio IX com território desmembrado da Diocese de Monterey. A nova arquidiocese incluía grandes cidades que cresciam cada vez mais e possuia vastas fronteiras. A maioria dos fieis era de origem espanhola mas também havia irlandeses, franceses, alemães, italianos e portugueses.
José Sadoc Alemany, um padre dominicano, foi designado como primeiro arcebispo de São  Francisco. Era um cidadão americano naturalizado que nasceu na Espanha e imigrou para os Estados Unidos em 1840 para trabalhar como missionário em Kentucky, Ohio e Tennessee. Alemany tinha sido Provincial dos Dominicanos Americanos por dois anos, quando ele foi nomeado bispo da Diocese de Monterey em 1850. Alemany estava relutante em vir para a Califórnia, mas o Papa Pio IX disse-lhe: "Onde outros são atraídos pelo ouro, você deve carregar a cruz." Sob sua liderança, a Arquidiocese de São Francisco construiu um sistema extensivo de escolas, orfanatos, hospitais e lares de idosos e outras instituições de caridade. 
Em 1884, a Igreja Católica se fortaleceu em São Francisco e no norte da Califórnia. As diversas ordens religiosas presentes na arquidiocese expandiram as instituições paroquias, educativas e caritativas. 
Durante a década de 1890, a Igreja Católica na Califórnia foi atacada pela anticatólica Associação Americana de Proteção (APA). Em 1894, uma polêmica foi criada quando os católicos se queixaram de livros anticatólicos sendo usados em escolas públicas. Um sacerdote diocesano, padre Peter Yorke, que era então editor do jornal arquidiocesano, The Monitor, emergiu como o grande defensor dos interesses católicos. Ele publicou uma série de denúncias sobre a APA e engajou-se em debates públicos e desempenhou um papel fundamental como um ativista trabalhista. Na Greve dos Caminhoneiros de 1901, Yorke posicionou a Igreja Católica de São Francisco firmemente ao lado dos empregados, fazendo discursos inflamados para milhares de trabalhadores.
Na manhã de 18 de abril de 1906, a cidade de São Francisco e os seus arredores, sentiram o impacto de um terremoto de 8,4 graus na Escala Richter. Incêndios ocorreram na cidade por três dias após o terremoto. Centenas perderam a vida e 250.000 pessoas ficaram desabrigadas, enquanto dezenas de templos católicos e escolas foram fortemente danificadas.

## Prelados
| #                      | Nome                                | Período    | Notas                                                 |
| Arcebispos             | Arcebispos                          | Arcebispos | Arcebispos                                            |
| ---------------------- | ----------------------------------- | ---------- | ----------------------------------------------------- |
| 9º                     | Salvatore Joseph Cordileone         | 2012-atual |                                                       |
| 8º                     | George Hugh Niederauer              | 2006-2012  |                                                       |
| 7º                     | William Joseph Levada               | 1995-2005  | Nomeado Prefeito da Congregação para a Doutrina da Fé |
| 6º                     | John Raphael Quinn                  | 1977-1995  |                                                       |
| 5º                     | Joseph Thomas McGucken              | 1962-1977  |                                                       |
| 4º                     | John Joseph Mitty                   | 1935-1961  |                                                       |
| 3º                     | Edward Joseph Hanna                 | 1915-1935  |                                                       |
| 2º                     | Patrick William Riordan             | 1884-1914  |                                                       |
| 1º                     | Joseph Sadoc Alemany y Conill, O.P. | 1853-1884  |                                                       |
| Arcebispos-coadjutores |                                     |            |                                                       |
|                        | William Joseph Levada               | 1995       |                                                       |
|                        | John Joseph Mitty                   | 1932-1935  |                                                       |
|                        | George Thomas Montgomery            | 1902-1907  | morreu                                                |
|                        | Patrick William Riordan             | 1883-1884  |                                                       |
| Bispo-auxiliar         |                                     |            |                                                       |
|                        | Robert Walter McElroy               | 2010-2015  | Nomeado Bispo de San Diego                            |
|                        | William Joseph Justiça              | 2008-atual |                                                       |
|                        | Inácio Chung Wang                   | 2002-2009  | aposentado                                            |
|                        | John Charles Wester                 | 1998-2007  | Nomeado Bispo-coadjutor de Salt Lake City             |
|                        | Patrick Joseph McGrath              | 1988-1998  | Nomeado Bispo-coadjutor de San José                   |
|                        | Carlos Arthur Sevilla, S.J.         | 1988-1996  | Nomeado Bispo de Yakima                               |
|                        | Daniel Francis Walsh                | 1981-1987  | Nomeado Bispo de Reno-Las Vegas                       |
|                        | Roland Pierre Dumaine               | 1978-1981  | Nomeado Bispo de San Jose                             |
|                        | Francis Anthony Quinn               | 1978-1979  | Nomeado Bispo de Sacramento                           |
|                        | Norman Francis McFarland            | 1970-1974  | Nomeado Bispo de Reno                                 |
|                        | William Joseph McDonald             | 1967-1979  | aposentado                                            |
|                        | Merlin Joseph Guilfoyle             | 1950-1969  | Nomeado Bispo de Stockton                             |
|                        | James Thomas O'Dowd                 | 1948-1950  | faleceu                                               |
|                        | Hugh Aloysius Donohoe               | 1947-1962  | Nomeado Bispo de Stockton                             |
|                        | Thomas Arthur Connolly              | 1939-1948  | Nomeado Bispo-coadjutor de Seattle                    |
|                        | Edward Joseph Hanna                 | 1912-1914  | Elevado a Arcebispo                                   |
|                        | Denis Joseph O'Connell              | 1908-1912  | Nomeado Bispo de Richmond                             |